# 苏家街道
苏家街道，是中华人民共和国辽宁省辽阳市弓长岭区下辖的一个乡镇级行政单位。2020年4月，团山街道的八家子社区、陈家社区、石门社区并入苏家街道。

## 行政区划
苏家街道下辖以下地区：
苏家社区、苏南社区和泉眼背社区。
2020年4月，调整后的苏家街道下辖:泉眼背、苏南、苏家、陈家、八家子5个社区。